# Шах Берунай
Шах Берунай ибн Сайфул Риджал Нурул Алам (малайск. Shah Berunai ibni Saiful Rijal Nurul Alam; ум. 1582) — султан Брунея, правивший в 1581—1582 годах.

## Биография
Был старшим сыном султана Сайфул Риджала.
После смерти отца в 1581 году стал новым султаном и правил в течение года. Фламандский торговец драгоценными камнями посетил Бруней и оставил о нём заметку, описав его как «скорее пирата, чем короля».
Скончался в 1582 году, не оставив сыновей; ему наследовал младший брат Мухаммад Хасан.